# Балаклея
Балаклея (укр. Балаклия) е град в Изюмски район на Харковска област в Украйна, административен център на Балаклейска градска община. От март 1923 г. до юли 2020 г., Балаклея е административен център на Балаклейски район, най-големият в Харковска област.
От март до септември 2022 г. градът е окупиран от руски войски като част от руската инвазия в Украйна.

## Произход на името
Градът получава името си от река Балаклейка, което в превод от тюркски означава „рибна река“.

## Географско местоположение
Град Балаклея се намира на 84 км от Харков на левия бряг на река Северски Донец при вливането на реките Крайна Балаклейка, Средна Балаклейка и Волоска Балаклейка в река Балаклейка и нейното вливане в река Северски Донец. Градът е в съседство с горски масиви (смесени гори).

## Транспорт
През града минават магистралите Т-2105, Т-2110 и железопътната линия Москва – Донбас.

## Климат
Климатът е умерено континентален. Средногодишни температури: през лятото +23,9 °C, през зимата – 5,5 °C. Средните годишни валежи са 468 mm.

## Население
- 1732 г. – 1186 души[2].
- 1906 г. – 5197 души.
- 1938 г. – 27 000 души.
- 1968 г. – 30 200 души[3].
- 1989 г. – 35 737 души[4].
- 2001 г. – 32 117 души[5].

Към 1 януари 2014 г. населението на Балаклея е 29 395 души, към 1 януари 2015 г. – 29 307, към 1 януари 2019 г. – 27 637 души.

### Езиков състав
Майчин език на населението според преброяването от 2001 г.:
| Език      | Численост | Дял    |
| --------- | --------- | ------ |
| Украински | 22,748    | 70.83% |
| Руски     | 9 224     | 28.72% |
| други     | 145       | 0.45%  |
| Общо      | 32 117    | 100.0% |

## Индустрия
- Балаклейски циментов завод
- Завод за азбестоциментови продукти в Балаклея[8]
- Балаклейски млекопреработвателен завод
- Завод за асансьори[9]
- Пекарна Балаклея[10]
- Ремонтен завод в Балаклея
- 65-ти арсенал

## Спорт
В Балаклея има спортна зала и стадион „Вимпел“, дом на футболен клуб „Цементник“. Отборът печели Харковския регионален футболен шампионат два пъти през сезоните 1984 и 1985. През сезон 2016 г. „Цементник“ заема 5-то място в Първа лига, група А на регионалното първенство по футбол в Харков.

## Известни личности
- Петрусенко, Оксана Андреевна (1900 – 1940) – съветска оперна певица, родом от Балаклея[11].

## Галерия
- Областна администрация
- Дворец на културата
- Дворец на спорта
- Балаклейски лицей
- Колеж
- Детска площадка към Спортната палата
- СОУ № 1
- Паметник на загиналите във войните
- Паметник на незнайния войн
- Паметник балаклейците загинали в Афганистан
- Паметник на светските войници, паднали в бой за града
- Централна улица
- Паметник на И. Н. Ростовцев